# Josef Alexandr Dundr
Josef Alexandr Dundr, psán též Dunder (1. dubna 1802 Nové Strašecí – 14. září 1874 Nové Strašecí), byl český učitel, vlastenec a skriptor Národního muzea v Praze.

## Biografie
Byl podučitelem na škole u sv. Františka v Praze, listovním v Blovicích, od roku 1842 příručním v knihovně Národního musea. Byl bratrem Václava Jiřího Dundra. Proslul například svými, lingvisticky a historiograficky nekvalifikovanými, návrhy na počeštění německých názvů obcí (odhadování „původních“ českých názvů) v duchu českého národního obrození, jazykového purismu a brusičství a lidové toponomastiky. Roku 1863 věnoval všechno své jmění, tedy 500 zlatých, Matici české a stal se jejím členem. Jeho jméno zpopularizoval Karel Havlíček Borovský, který jej parodoval. Ve svých toponomastických návrzích byl Dunder inspirován například seznamem obcí v papežské potvrzovací listině z 23. května 1273, ale i mnoha svéráznými představami o původu a významu názvů sídel. Jaroslav Šonka se domníval, že Dundr byl tím, kdo zhotovil pergamenové proužky s překladem Libušina proroctví, údajně ze 14. století, a nastražil je na Václava Hanku, který je našel v hřbetu knihy roku 1849. Poté, co Pavel Josef Šafařík vyslovil podezření, že jde o falsa, pergameny se ztratily a později byly objeveny v Dundrově pozůstalosti.

## Dílo
- Průwodce po Čechách, neb, Poznamenánj měst, městeček a městisů w králowstwj českém : s připogenim starožitných zastaralých českých, též obwyklých německých a latinských gmen (…) k zwlásstnjmu prospěchu a potřebě wssem putugjcjm (wandrownjm) řemeslnjkům, 1822, Praha, Josefa Vetterlowá z Wildenbrunnu
- Wyprawowánj O wssech wěcech na zemi, a zwlásstě gegich užitku a potřebě : dárek pro pilně giž sskole odrostalé ginochy (mládence); čili skrowničké pogednánj O přjrodopisu, 1823, Praha, Jozefa wdowa Fetterlowá z Wildenbrunnu
- Dárek dobrým Djtkám, neb, Krásné Powjdačky a Poučugjcý Rozpráwky. Částka prwnj, 1823, Praha, Somrowská knihtiskárna
- Zeměpis Králowstwj Českého, w němž se nacházj: Gak toto králowstwj zrostlo, 1823, Praha, Antonjn Kronberger
- Ponawrženj o stawu a řádech Duchowenstwa w Čechách : z ohledu stawopisu wůbec. Čásť prwnj, 1824, Praha
- Pastýřská domácj kniha, čili, Nawrženj, gakby se mohl dobytek howězj w Čechách a Morawě zwelebiti, a gak ho lze řádně chowati, Praha a Hradec Králové, 1843, tiskem a nákladem Jana H. Pospjssila
- Králowstwí České statisticky-polohopisně popsané. Díl 1, Kraj plzeňský, 1845, Praha, tiskem Karla Wilíma Medaua a společ. (další díly již nevyšly)
- Vzorná cvičení k rychlému a snadničkému naučení se řeči německé : z obecného užívání vzatá pro mládež českou, 1852, Praha, K. V. Medau
- Čtení učitele českého jazyka na technických školách o promyslu a industrii v Čechách, vlastním nákladem, tisk Antonín Renn, Praha, 1859,
- Buchlov hrad, s vytknutím míst, v nichž památka svatých Cyrilla a Methoděje se zachovala v markrabství Moravském blíž Velehradu, slavného sídla markrabí a biskupů moravských v kraji hradišťském, vydal Antonín Renn, Praha, 1862, 51 stran

Spolupráce:
- František Doucha: Knihopisný slovník česko-slovenský, aneb, Seznam kněh, drobných spisův, map a hudebných věcí, vyšlých v jazyku národa česko-slovenského od roku 1774 až do nejnovější doby / co rukověť přátelům literatury, zároveň co dodatek k Jungmannově "Historii literatury české", Praha, 1865

Překladová díla:
- Johann Nepomuk Oettl: Wjtek, wčelař a spolu aulař, nebo, Potěssitedlná naučenj pro wssechny ty, kteřj wčely chowagj nebo chowati mohau, zwlásstě pro sprosté české hospodáře, 1843, Praha, C. k. wlast. hosp. společnost w králowstwj českém